# Trận Rymnik
Trong Trận Râmnic (22 tháng 9 năm 1789) diễn ra ở Românească, gần Râmnicu Sărat, trong cuộc Chiến tranh Nga-Thổ Nhĩ Kỳ (1787-1792). Tướng Nga là Aleksandr Vasilyevich Suvorov cùng với tướng Áo là Vương công Josias xứ Coburg, đã tấn công quân chủ lực Thổ Ottoman dưới quyền quan Tể tướng (Vezir-i Azam) Cenaze Hasan Pasha, sau một cuộc hành binh dũng mãnh về đêm.
Trận quyết chiến chỉ kéo dài có vài tiếng đồng hồ, và khoảng 25 nghìn liên quân Áo - Pháp đã đánh bại được 6 vạn quân Ottoman, gây cho quân Ottoman tổn thất nặng nề. Do chiến thắng này, Suvorov được phong làm "Bá tước xứ Râmnic" (граф Рымникский). Sau thất bại ấy, quân Ottoman phải triệt binh khỏi các công quốc vùng Danube và quân Áo đã tiến chiếm xứ Românească. Ngoài ra, thắng lợi vẻ vang này đã góp phần củng cố thanh danh của Suvorov.
Được xem là một trong những thắng lợi quan trọng nhất của nước Nga cuối thế kỷ thứ XVIII, chiến thắng Rymnik đã góp phần chứng tỏ thói quen tấn công bằng lưỡi lê của quân Nga cũng như sự cải tiến đội hình ô vuông kiểu Nga của Suvorov. Ông được coi là đã chiến đấu xuất sắc trong trận này. Vốn đạo quân Ottoman thua trận này còn hùng mạnh hơn ở trận Fokshany trước đó, trận Rymnik được xem là cho thấy Suvorov là một công cụ của quyền lực không gì sánh bằng cho Nga hoàng Ekaterina II khi ấy.

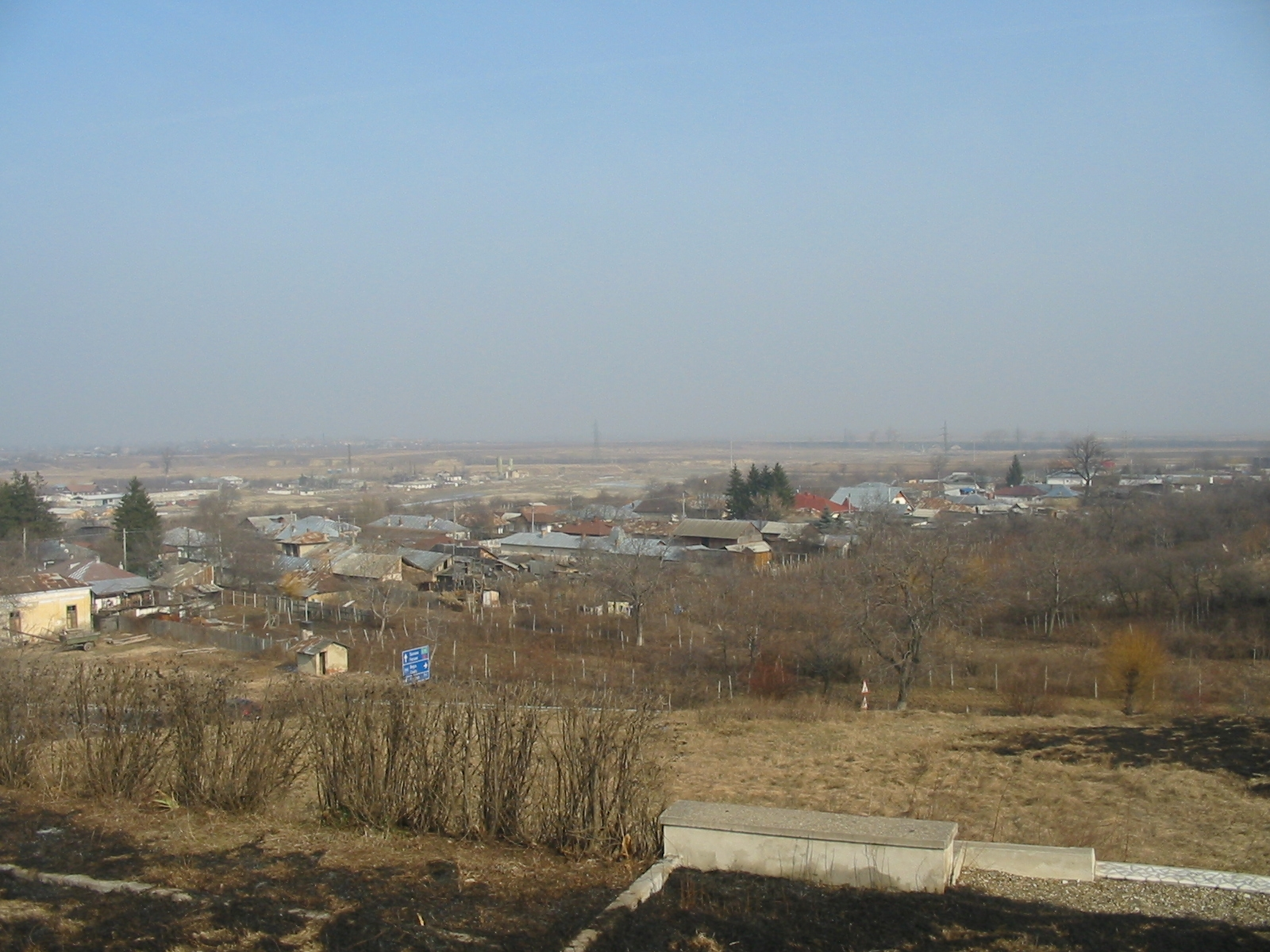
Chiến địa Rymnik
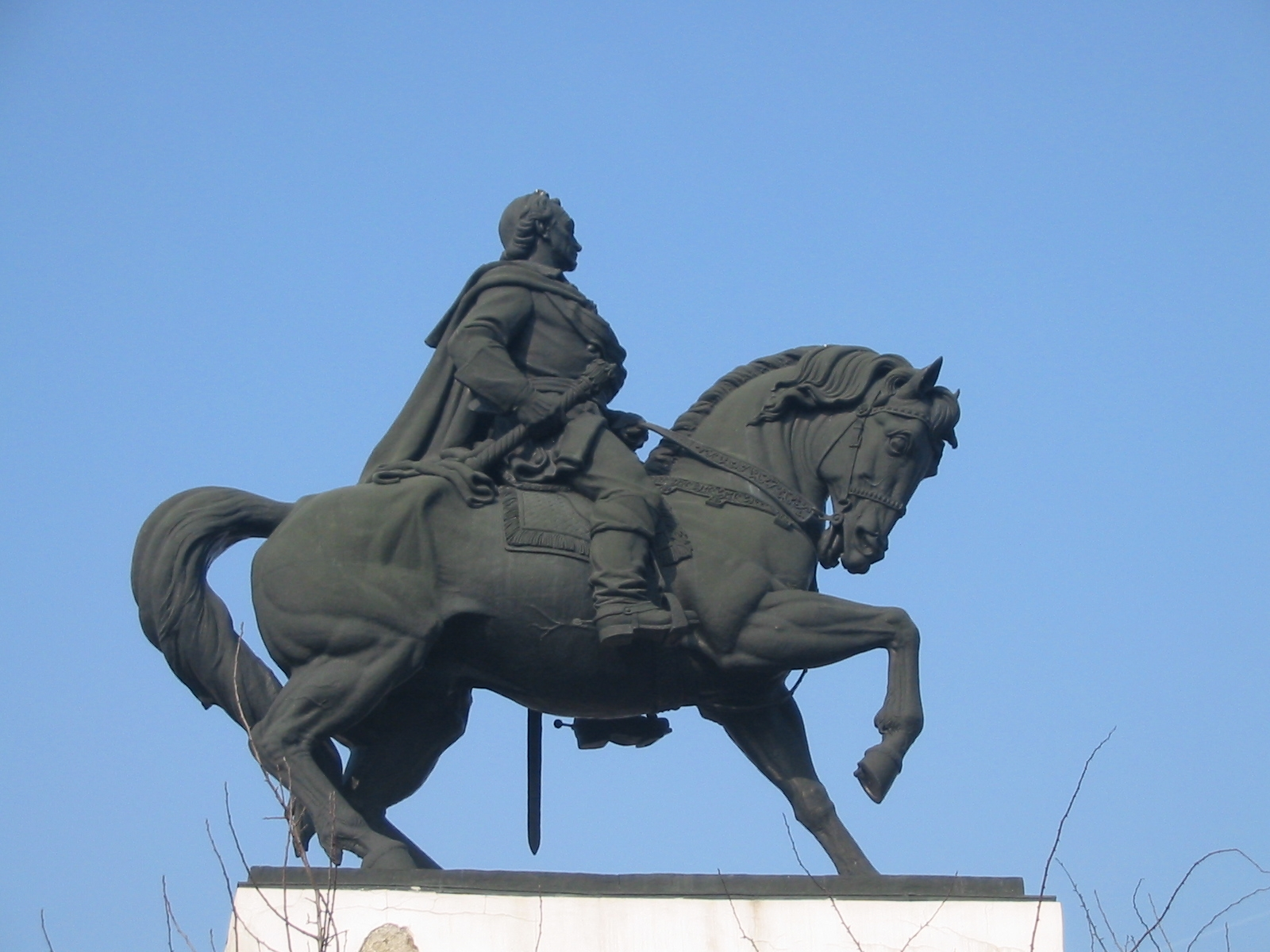
Đài tưởng niệm Suvorov gần Focşani
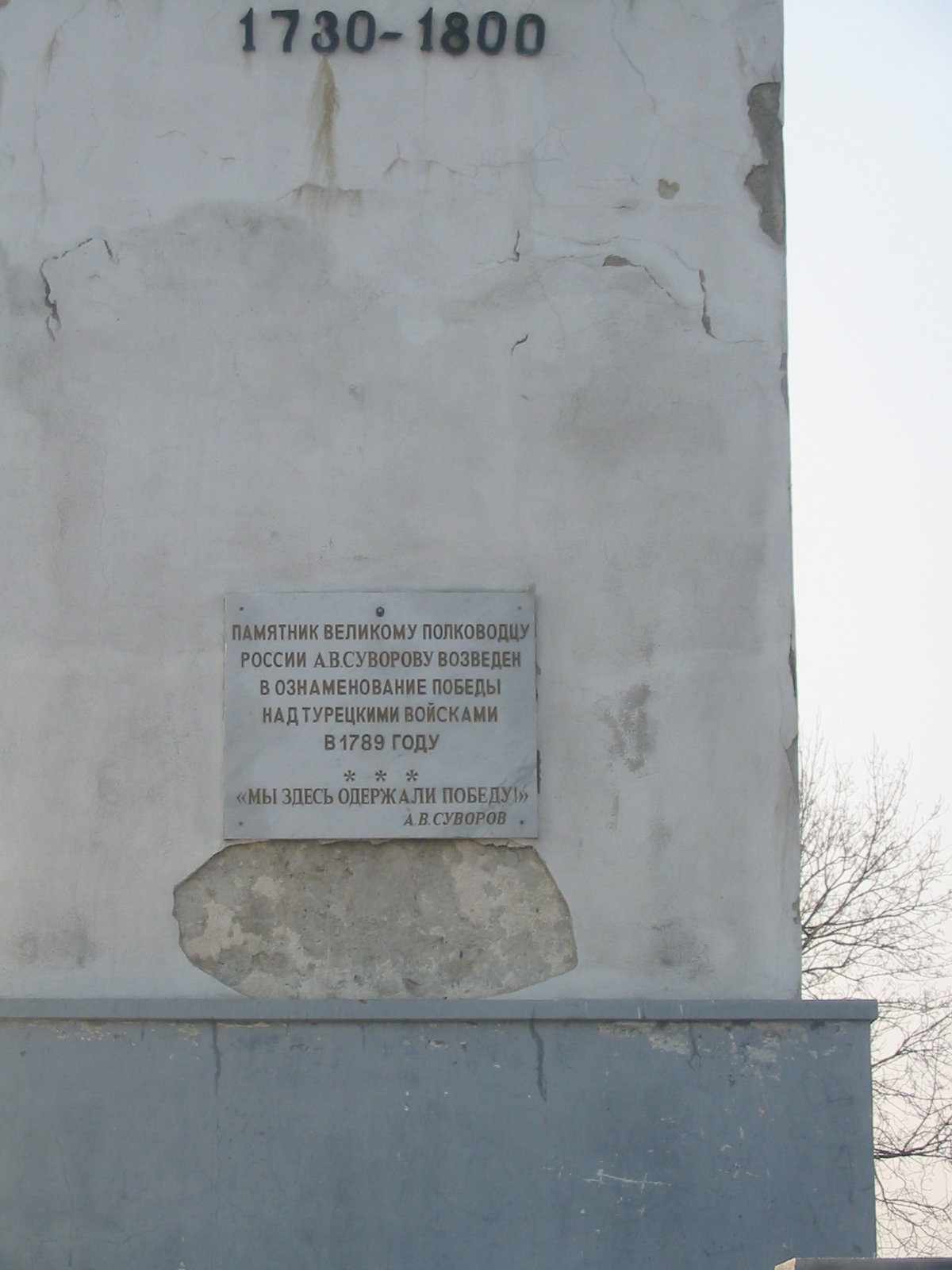
Toàn cảnh Đài tưởng niệm Suvorov